# أكاديمية جاجارين للقوات الجوية
أكاديمية جاجارين للقوات الجوية (بالروسية: Военно-воздушная академия имени Ю. А. Гагарина) هي مدرسة عسكرية، تأسست في 1939، في روسيا. سميت باسم رائد الفضاء الأول يوري جاجارين. من بين خريجي الأكاديمية حصل حوالي 700 من خريجها على بطل الاتحاد السوفيتي (أعلى جائزة في الاتحاد السوفيتي)، وأكثر من 10 رواد فضاء، وأكثر من 2000 متخصص عسكري من 21 دولة أجنبية.